# 梅若吉之丞 (5世)
五世 梅若 吉之丞（ごせい うめわか きちのじょう、1937年11月30日 - 2011年10月28日）は、日本の観世流能楽師。

## 人物
前名・盛義。祖父は初世梅若万三郎。父は梅若猶義。兄は梅若正二。息子は二世梅若猶義（盛彦）。二世梅若万三郎は伯父、三世梅若万三郎は従兄弟に当たる。
2002年、吉之丞を襲名。関西を中心に活躍していた。
2011年10月28日、胆嚢がんのため死去。73歳没。